# Tónový jazyk
Tónový jazyk je z hlediska fonologické typologie takový jazyk, v němž má relativní výška základní hlasivkové frekvence lexikální funkci a rozlišuje tedy významy slov nebo gramatické tvary jednoho slova (viz příklady níže). Liší se tak od jazyků, které změny výšky hlasu využívají pouze na úrovni větších celků (frází, vět) pro signalizaci typu věty (tvrzení, otázka) nebo zaměření pozornosti na určité části promluvy (Potkala jsem jeho dceru. vs Potkala jsem jeho dceru.), tedy v rámci intonace.
Pro rozlišování tónů nerozhoduje absolutní, ale relativní výška vůči ostatním tónům. Vysoký tón tedy neznamená tón s určitou konkrétní frekvencí (například 440 Hz, což odpovídá komornímu a), ale pouze tón vyšší než by byl střední nebo nízký tón ve stejném kontextu. Za základní jednotku, se kterou jsou tóny spojeny, je nejčastěji považována slabika.
Realizace konkrétního tónu nezůstává vždy stejná, ale mění se v závislosti na okolních tónech, podobně jako se artikulace hlásek připodobňuje sousedním hláskám (viz asimilace). Zatímco dva nízké tóny za sebou mohou být vysloveny s poměrně konstantní výškou, nízký tón následující po vysokém tónu obvykle nezačíná přímo na cílové úrovni, ale může mít spíše klesavý průběh, což usnadňuje produkci. Prudké změny výšky hlasu jsou totiž produkčně obtížné, takže je jednodušší po vysokém tónu na nízkou úroveň klesat postupně. Tóny se však mohou ovlivňovat i mnohem komplexnějším způsobem. Výraznějším změnám se říká tónové sandhi - jeden z takových principů ve standardní čínštině například způsobuje, že se první ze sledu dvou klesavo-stoupavých tónů mění na stoupavý tón.
Jazyky mohou rozlišovat výšku tónu (např. vysoký, střední, nízký), průběh tónu (např. stoupavý, klesavý) nebo obojí. Tónové systémy se dělí na následující dva typy:
- úrovňové: rozlišují relativní výšku slabik. Tyto systémy obvykle kontrastují pouze 2-3 úrovně, tedy vysoký/nízký nebo vysoký/střední/nízký tón.
- konturové: jednotlivé tóny se kromě relativní výšky liší také svým průběhem. Tyto systémy mohou obsahovat např. tóny stoupavé, klesavé, stoupavo-klesavé apod.

## Transkripce
Pro zápis tónů existují různé druhy transkripce:
- tónová diakritika (IPA): značky se zapisují přímo nad hlásku, která tón nese. Diakritika je vhodná především pro jazyky s úrovňovými tóny a menším počtem kontrastů, proto se často používá pro africké jazyky. Jeden z tónů (např. nízký nebo střední) může zůstat neznačený (tj. bez diakritiky).

- číselná stupnice: tónový prostor je rozdělen na určitý počet (např. 5) pomyslných úrovní. Průběh daného tónu je pak popsán jako sled úrovní, ze kterých se skládá. Tento druh transkripce proto umožňuje přehlednější a snazší zachycení konturových tónů a tónových systémů s větším počtem tónů. Tradičně je využíván pro popis asijských jazyků.

- tónová písmena (IPA): fungují na podobném principu jako číselná stupnice, ale průběh tónů zobrazují graficky pomocí krátkých úseček napojených na vertikální nosič, který symbolizuje melodický rozsah mluvčího.

V rámci autosegmentálně-metrické fonologie se rozvinulo také značení tónů pomocí kombinace písmen H a L (odpovídajících vysoké a nízké úrovni). Alternativně je možné jednotlivé tóny daného jazyka očíslovat (tón 1, tón 2...) a ke každé slabice pak psát příslušný index (čísla mají v tomto případě pouze náhodný vztah k tónům, které označují).
| Tónová diakritika | Číselná stupnice | Tónová písmena | Tón              |
| ----------------- | ---------------- | -------------- | ---------------- |
| a̋                 | a55              | a˥             | velmi vysoký     |
| á                 | a44              | a˦             | vysoký           |
| ā                 | a33              | a˧             | střední          |
| à                 | a22              | a˨             | nízký            |
| ȁ                 | a11              | a˩             | velmi nízký      |
| ǎ                 | a15              | a˩˥            | stoupavý         |
| â                 | a51              | a˥˩            | klesavý          |
| a᷄                 | a45              | a˦˥            | vysoký stoupavý  |
| a᷅                 | a12              | a˩˨            | nízký stoupavý   |
| a᷈                 | a353             | a˧˦˧           | stoupavo-klesavý |
|                   | a214             | a˨˩˦           | klesavo-stoupavý |

## Rozšíření

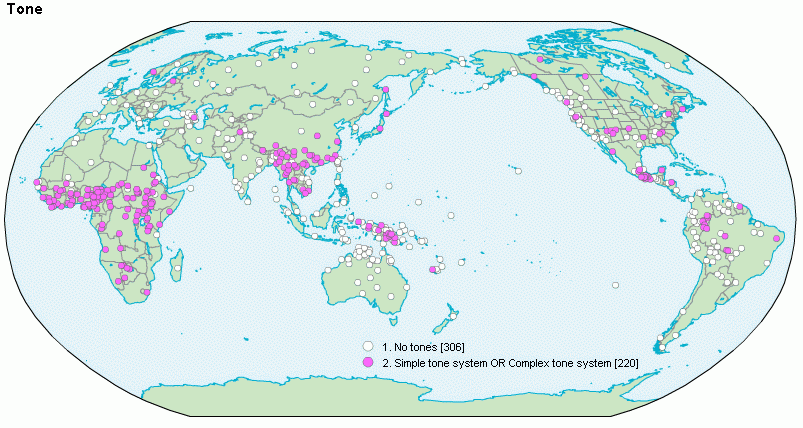
Geografické rozšíření tónových (fialové) a netónových (bílé) jazyků. Tónové jazyky jsou v tomto vzorku (čítajícím 526 jazyků) podreprezentovány.

V celosvětovém měřítku tónové jazyky nad netónovými patrně převažují. Absence tónových jazyků v Evropě je tedy výjimečná. Zároveň platí, že rodný jazyk většiny světové populace je tónový, k čemuž přispívají především mluvčí mandarínské čínštiny. Nejrozšířenější jsou jednoduché úrovňové systémy, které rozlišují pouze vysoký a nízký tón - mnoho takových jazyků se nachází v Africe (například yoruba, ewe, igbo, ibibio). Další oblastí s výrazným zastoupením tónových jazyků je jihovýchodní Asie. Tyto jazyky mívají naopak spíše komplexnější tónové systémy, které obsahují i konturové tóny. Patří k nim různé dialekty čínštiny, vietnamština nebo thajština.

## Příklady

### Edo
Jazyk edo (používaný v Nigérii) má jednoduchý systém dvou úrovňových tónů, vysokého a nízkého. Ty mohou kromě lexikálních kontrastů vyjadřovat také gramatické kategorie jako například čas. Tvary sloves v habituálním, průběhovém a minulém čase se tedy liší pouze tóny umístěnými na osobním zájmenu a slovesném kořeni, jak ukazuje následující tabulka.
| Čas        | Jednoslabičná slovesa      | Dvojslabičná slovesa   |
| ---------- | -------------------------- | ---------------------- |
| habituální | /ì mà/ - ukazuji (obvykle) | /ì hrùlɛ̀/ - běhávám    |
| průběhový  | /í mà/ - ukazuji (nyní)    | /í hrùlɛ́/ - běžím      |
| minulý     | /ì má/ - ukázal jsem       | /ì hrúlɛ̀/ - běžel jsem |

### Yoruba
Tři úrovňové tóny (vysoký, střední a nízký) rozlišuje další jazyk z Nigérie, yoruba. Jejich záměna vede ke změně významu, což dokládají například následující slovesa.
| Slovo | Tón     | Význam    |
| ----- | ------- | --------- |
| /wá/  | vysoký  | přijít    |
| /wā/  | střední | dívat se  |
| /wà/  | nízký   | existovat |

### Mazatec
Jazyk mazatec (Mexiko) využívá čtyři úrovňové tóny, které se obvykle značí pomocí čísel (1 označuje nejvyšší tón, 4 nejnižší). Následující příklady dokládají, že tóny v tomto jazyce rozlišují jak slova (první a druhý příklad), tak gramatické tvary slov (první a čtvrtý příklad).
| Slovo  | Tón            | Význam      |
| ------ | -------------- | ----------- |
| /tʃa1/ | vysoký         | (já) mluvím |
| /tʃa2/ | středně vysoký | složitý     |
| /tʃa3/ | středně nízký  | jeho ruka   |
| /tʃa4/ | nízký          | (on) mluví  |

### Čínština (standardní)

Schematické znázornění čtyř tónů standardní čínštiny.

Standardní čínština má komplexní tónový systém, který obsahuje jeden úrovňový (vysoký) a tři konturové tóny (stoupavý, klesavý a klesavo-stoupavý). Tradičně je popisován s pomocí pětistupňové číselné stupnice, ve které 5 označuje nejvyšší úroveň a 1 nejnižší. Rozdíly ve významech slov lišících se pouze tónem ilustruje následující čtveřice slov.
| Slovo   | Tón              | Význam  |
| ------- | ---------------- | ------- |
| /ma55/  | vysoký           | matka   |
| /ma35/  | stoupavý         | konopí  |
| /ma214/ | klesavo-stoupavý | kůň     |
| /ma51/  | klesavý          | hubovat |

### Vietnamština

Průběh základní hlasivkové frekvence u vietnamských tónů.

Dalším tónovým jazykem jihovýchodní Asie je vietnamština, jejíž tónový systém se skládá převážně z konturových tónů. Jejich realizace je navíc kromě průběhu výšky hlasu charakterizována specifickou kvalitou hlasu, tedy způsobem fonace.
| Slovo   | Tón (jméno tónu)                       | Význam        |
| ------- | -------------------------------------- | ------------- |
| /ma33/  | střední (ngang)                        | duch          |
| /ma21/  | nízký klesavý, dyšná fonace (huyền)    | ale           |
| /ma35/  | střední stoupavý (sắc)                 | tvář          |
| /ma32/  | střední klesavý, třepená fonace (nặng) | hrob          |
| /ma313/ | střední klesavo-stoupavý (hỏi)         | kůň           |
| /ma35/  | střední stoupavý, třepená fonace (ngã) | sazenice rýže |

### Kantonština
Velmi bohatým systémem zahrnujícím sedm různých tónů disponuje kantonština. Čtyři z nich se liší pouze relativní výškou (ačkoli nízký tón je přepisován jako mírně klesající), zbylé tři jsou konturové. Kombinaci slabiky [siː] se všemi tóny a významy těchto slov shrnuje tabulka níže.
| Slovo   | Tón              | Význam           |
| ------- | ---------------- | ---------------- |
| /siː55/ | vysoký           | báseň            |
| /siː44/ | středně vysoký   | zkusit, ochutnat |
| /siː33/ | středně nízký    | záležitost       |
| /siː21/ | nízký            | čas              |
| /siː35/ | vysoký stoupavý  | způsobit, přimět |
| /siː24/ | nízký stoupavý   | trh, město       |
| /siː53/ | (vysoký) klesavý | hedvábí          |

## Tónogeneze
Vznik tónů je historický proces, který se nazývá tónogeneze. V jednotlivých jazycích mohl mít různou podobu. Jedním z možných scénářů je přenesení rozlišovací funkce ze souhlásek na samohlásky (s tóny). Různé druhy souhlásek běžně ovlivňují průběh základní hlasivkové frekvence v sousedních samohláskách (např. neznělé souhlásky způsobují vyšší frekvence v následující samohlásce). Tento odlišný průběh výšky hlasu v samohláskách se může stát nositelem významu, pokud vlivem dalších historických změn dojde ke ztrátě či redukci souhlásek, které původně odlišnosti výšky hlasu způsobovaly. Předpokládá se, že tento vývoj způsobil například vznik stoupavých tónů na samohláskách původně následovaných hlasivkovou explozivou ve vietnamštině.